# Князев, Борис Павлович
Борис Павлович Князев (род. 22 августа 1947, Босколь, Кустанайская область) — деятель сельского хозяйства, Герой Труда Казахстана (2015), директор ТОО «Алтынсарино».

## Биография
Борис Павлович Князев родился 22 сентября 1947 года в крестьянской семье в селе Бускуль Боскульского сельсовета Карабалыкского района Кустанайской области Казахской ССР, ныне село Босколь входит в Боскольский сельский округ (каз. Боскөл ауылдық әкімдігі) того же района Костанайской области Республики Казахстан.
После окончания Бускульской школы, в 1966 году поступил на агрономический факультет Курганского сельскохозяйственного института. Будучи студентом, успешно прошёл практику под руководством знаменитого учёного-агронома, дважды Героя Социалистического Труда Терентия Семёновича Мальцева.
После окончания института год проработал агрономом в родном совхозе Бускульском.
В 1972 году получил назначение на должность главного агронома совхоза им. А. С. Пушкина Камышнинского района Кустанайской области Казахской ССР. Здесь в полной мере проявились его организаторские способности, настойчивость в достижении поставленной цели, умение работать с людьми.
В 1981 году стал директором совхоза им. А. С. Пушкина. 
В 1985 году возглавил Камышнинское районное сельскохозяйственное управление.
22 апреля 1987 года вступил в должность директора совхоза им. И. Алтынсарина Камышнинского района Кустанайской области Казахской ССР. В 1990-е годы он до последнего держался за государственную форму собственности предприятия, затем отстаивал совхоз от разделения.
В декабре 1997 года совхоз был реорганизован в акционерное общество закрытого типа им. И. Алтынсарина Камыстинского района Костанайской области Республики Казахстан. В этом же году в его состав вошли АО «Алтынсаринское ХПП» и АО «Три В». выкупил совхоз «Красный Октябрь», который был славен крепким костяком грамотных зоотехников, и сразу привез туда 2 тысячи голов маточного поголовья казахской белоголовой породы коров. С октября 2003 года реорганизовано в ТОО «Алтынсарино».
В 2003 году уехал из Камыстинского района, а в 2017 году вернулся. Был директором ТОО «Алтынсарино», в 2023 году ТОО возглавил его сын Князев Павел Борисович.
Депутат Костанайского областного маслихата, является членом Политсовета Костанайского областного филиала партии «Нур Отан».
Проживает в селе Алтынсарино Камыстинского района Костанайской области Республики Казахстан.

## Награды
- Герой Труда Казахстана, 3 декабря 2015 года
  - Золотая звезда «Герой Труда Казахстана» («Қазақстанның Еңбек Ері»)
  - Орден Отечества (Орден «Отан»)
- Орден Благородства (Орден «Парасат»)
- Орден Почёта (Орден «Курмет»)
- Медаль «Астана»
- Юбилейная медаль «50 лет Целине» (медаль «Тынга 50 жыл»)
- Медаль «За трудовую доблесть», за высокую урожайность и высокую культуру земледелия совхоза им. Пушкина в 1978—1980 годы[7]
- Медаль «За освоение целинных земель»
- Нагрудный знак «Почётный работник образования Республики Казахстан»
- Почётная грамота Президента Республики Казахстан
- Лауреат премии «Шапагат-2007»

## Книга
- «Жизнь своим аршином мерю», трехтомник[8]

## Семья
Родоначальником считается офицер Лейб-гвардии Семёновского полка Прокофий Князев, живший во второй половине XIX века в Атбасарском уезде, в 1929 году Прокофия и сыновей арестовали как врагов народа (кулаков) и посадили в тюрьму в Атбасаре, где он и умер. Казахи, под руководством некоего Кайырлы, помогли его внуку, 19-летнему Павлу Николаевичу, выкрасть отца и брата из тюрьмы и наказали ехать в Карабалык. 
Борис Князев женат, жена Валентина; в семье четверо дочерей и сын Павел.